# Aethecerinus wilsonii
Aethecerinus wilsonii is een keversoort uit de familie van de boktorren (Cerambycidae). De wetenschappelijke naam van de soort werd in 1860 gepubliceerd door George Henry Horn.